# Championnat de Ligue Professionelle 1 2014-2015
Il Championnat de Ligue Professionelle 1 2014-2015 è stato l'ottantanovesima stagione del massimo campionato tunisino, iniziato il 13 agosto 2014 e terminato il 2 giugno 2015. Il campionato è stato vinto dal Club Africain.

## Squadre partecipanti
| Squadra            | Città       | Stagione precedente                               |
| ------------------ | ----------- | ------------------------------------------------- |
| Bizertin           | Biserta     | 6º posto                                          |
| Club Africain      | Tunisi      | 4º posto                                          |
| Djerba             | Gerba       | 1º posto in Championnat de Ligue Professionelle 2 |
| Espérance          | Tunisi      | 1º posto                                          |
| Espérance Zarzis   | Tunisi      | 3º posto in Championnat de Ligue Professionelle 2 |
| Étoile du Sahel    | Susa        | 3º posto                                          |
| Gabès              | Gabès       | 2º posto in Championnat de Ligue Professionelle 2 |
| Gafsa              | Gafsa       | 12º posto                                         |
| Hammam Lif         | Hammam Lif  | 11º posto                                         |
| Kairouan           | al-Qayrawan | 8º posto                                          |
| Marsa              | La Marsa    | 5º posto                                          |
| Étoile de Métlaoui | Métlaoui    | 9º posto                                          |
| Monastir           | Monastir    | 10º posto                                         |
| Sfaxien            | Sfax        | 2º posto                                          |
| Stade Gabèsien     | Gabès       | 7º posto                                          |
| Stade Tunisien     | Bardo       | 13º posto                                         |

## Classifica finale
|                    | Pos. | Squadra              | Pt | G  | V  | N  | P  | GF | GS | DR  |
| ------------------ | ---- | -------------------- | -- | -- | -- | -- | -- | -- | -- | --- |
| Tunisia (bandiera) | 1.   | Club Africain        | 65 | 30 | 20 | 5  | 5  | 50 | 18 | +32 |
|                    | 2.   | Étoile du Sahel (-1) | 63 | 30 | 19 | 7  | 4  | 47 | 17 | +30 |
|                    | 3.   | Espérance            | 60 | 30 | 17 | 9  | 4  | 52 | 21 | +31 |
|                    | 4.   | Sfaxien              | 47 | 30 | 11 | 14 | 5  | 35 | 21 | +14 |
|                    | 5.   | Espérance Zarzis     | 45 | 30 | 11 | 12 | 7  | 35 | 25 | +10 |
|                    | 6.   | Marsa                | 43 | 30 | 10 | 13 | 7  | 33 | 37 | -4  |
|                    | 7.   | Stade Tunisien       | 43 | 30 | 12 | 7  | 11 | 29 | 32 | -3  |
|                    | 8.   | Bizertin             | 41 | 30 | 9  | 14 | 7  | 21 | 21 | 0   |
|                    | 9.   | Kairouan             | 38 | 30 | 9  | 11 | 10 | 32 | 33 | -1  |
|                    | 10.  | Stade Gabèsien       | 37 | 30 | 9  | 10 | 11 | 20 | 28 | -8  |
|                    | 11.  | Hammam Lif           | 36 | 30 | 9  | 9  | 12 | 30 | 35 | -5  |
|                    | 12.  | Étoile de Métlaoui   | 32 | 30 | 8  | 8  | 14 | 24 | 40 | -16 |
|                    | 13.  | Gafsa                | 30 | 30 | 6  | 12 | 12 | 26 | 39 | -13 |
|                    | 14.  | Monastir             | 25 | 30 | 3  | 16 | 11 | 20 | 31 | -11 |
|                    | 15.  | Gabès                | 19 | 30 | 5  | 4  | 21 | 21 | 44 | -23 |
|                    | 16.  | Djerba               | 17 | 30 | 4  | 5  | 21 | 23 | 56 | -33 |

Legenda:
      Campione di Tunisia e ammessa alla CAF Champions League 2016.
      Ammessa alla CAF Champions League 2016.
      Ammesse alla Coppa della Confederazione CAF 2016
      Retrocesse in Championnat de Ligue Professionelle 2 2015-2016.